# Gesunda
Gesunda – miejscowość (tätort) w Szwecji, w regionie administracyjnym (län) Dalarna, w gminie Mora.
Według danych Szwedzkiego Urzędu Statystycznego liczba ludności wyniosła: 260 (31 grudnia 2015), 271 (31 grudnia 2018) i 279 (31 grudnia 2019).